# Bonnard Trio
Das Bonnard Trio ist ein im Sommer 2004 gegründetes Klaviertrio. Es hat zahlreiche Konzerte in Deutschland gespielt, unter anderem im Rahmen des Mecklenburg-Vorpommern-Festivals, im Schloss Leitheim und in der Laeiszhalle-Musikhalle Hamburg. 2005 wurde das Ensemble im NDR-Fernsehen porträtiert.
Der 1867 geborene französische Maler Pierre Bonnard ist Namensgeber des Trios. 
Die aktuellen Mitglieder des Trios sind: 
- Olena Kushpler, Klavier
- Hovhannes Baghdasaryan, Violine
- Mikhail Tolpygo, Violoncello

## Ehrungen
- Oktober 2005: Ritter-Preis der Oscar und Vera Ritter-Stiftung[1]
- März 2007: Erster Preis beim Kammermusikwettbewerb "13 th International Chamber Music Competition 'Città di Pinerolo'".